# علی‌اصغر (زاقاتالا)
علی‌اصغر (به لاتین: Ələsgər) یک منطقه مسکونی در جمهوری آذربایجان است که در شهرستان زاقاتالا واقع شده است.